# 미낭카바우어 위키백과

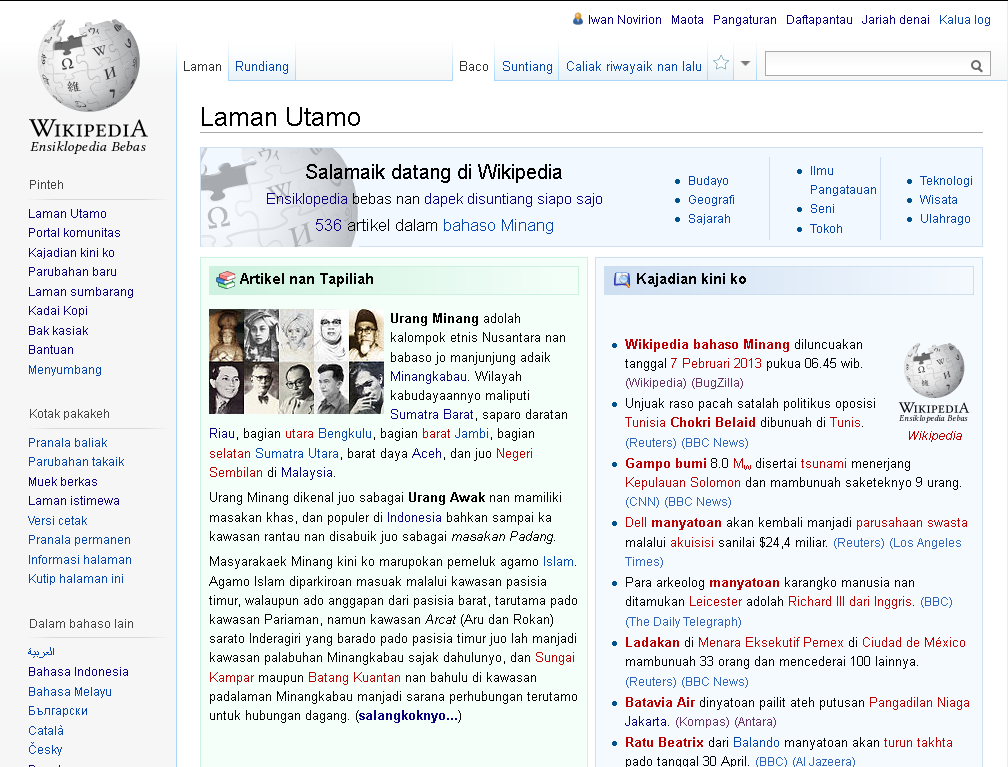

미낭카바우어 위키백과는 미낭카바우어로 운영되는 위키백과 언어판이다. 기호는 min이다.